# Сидоров, Николай Иванович
Николай Иванович Сидоров (1922—1945) — майор Рабоче-крестьянской Красной Армии, участник Великой Отечественной войны, Герой Советского Союза (1946).

## Биография
Николай Сидоров родился 25 февраля 1922 года в Москве. После окончания восьми классов школы занимался в артиллерийской спецшколе. В 1940 году Сидоров был призван на службу в Рабоче-крестьянскую Красную Армию. В 1941 году он окончил Ленинградское артиллерийское училище. С июля того же года — на фронтах Великой Отечественной войны. В боях был тяжело ранен.
К маю 1945 года гвардии майор Николай Сидоров был начальником штаба 93-го гвардейского артиллерийского полка 3-го горнострелкового корпуса 4-го Украинского фронта. Отличился во время освобождения Чехословакии. Полк Сидорова участвовал в прорыве немецкой обороны к юго-востоку от Опавы, а затем вышел на территорию Германии. 3 мая 1945 года у населённого пункта Диттерсдорф Сидоров организовал отражение немецкой контратаки, нанеся противнику большие потери. В тот же день, двигаясь к населённому пункту Штат-Литау, Сидоров попал в засаду, был ранен, но сумел спасти из-под огня полковое Знамя, а затем отбить атаку противника. 
5 мая 1945 года Сидоров скончался от полученных ранений. Похоронен на Даниловском кладбище Москвы (уч. 20).
Указом Президиума Верховного Совета СССР от 15 мая 1946 года за «мужество, отвагу и героизм, проявленные в борьбе с немецкими захватчиками» гвардии майор Николай Сидоров посмертно был удостоен высокого звания Героя Советского Союза. Также был награждён орденами Ленина и Красного Знамени, двумя орденами Отечественной войны 2-й степени.